# Röd terror
Röd terror är en benämning på organiserade och systematiska våldshandlingar från radikala och revolutionära grupper mot reaktionära och konservativa  krafter. Terror (oavsett färgangivelse) används i politiskt syfte för att sprida skräck och därmed uppnå vissa mål och kan utövas både av makthavare och oppositionella grupper.
Ordet terror (fr. la Terreur), men utan färgangivelse, användes för skräckväldet under franska revolutionen 1793–1794. Under inbördeskrig brukar ofta de kämpande arméerna benämnas vita eller röda, som exempelvis under ryska inbördeskriget 1917–1922 och finska inbördeskriget 1918. Vad som i sådana situationer betecknas som terror och vad som ses som rena krigshandlingar är inte tydligt definierat.

## Finland
Under finska inbördeskriget genomförde både den vita och den röda sidan mord på civilpersoner och summariska avrättningar av krigsfångar och påstådda eller verkliga meningsmotståndare.  I boken Röd och vit terror beräknar den finske historikern Jaakko Paavolainen att de röda mördade cirka 1 600 personer och de vita 8 400 under och omedelbart efter inbördeskriget. Det största av de massmord som begicks av de röda ägde rum på Viborgs länsfängelse natten mellan den 27 och 28 april. Då miste 30 personer livet.
Den röda terrorn var inte officiellt sanktionerad av Finlands folkkommissariat, som utgjorde den röda sidans regering. Folkkommissariatet gjorde en mängd proklamationer där man tog avstånd från terror och deklarerade sina humana ideal. I en hemlig dagorder krigets första dag avråddes från huliganaktioner och egenmäktighet. När terrorn möttes av internationella protester bemöttes de dock av  "utrikesminister" Sirola som hävdade att de röda gardena var mer eller mindre självständiga och inte kunde detaljstyras av  revolutionsregeringen.

## Ryssland/Sovjetunionen

### Röd terror under inbördeskriget
En månad efter oktoberrevolutionen i Ryssland (1917) började dess motståndare runt om i landet organisera vita garden, vars ledare ville antingen återupprätta tsardömet eller etablera sina egna diktaturer. Under de kommande åren fördes ett inbördeskrig på många fronter.  Efter ett mordförsök mot Lenin i september 1918 fick säkerhetspolisen Tjekan utökade befogenheter att agera med våld utan föregående rättslig prövning och bolsjevikerna proklamerade "röd terror" som ett sätt att försvara revolutionen. Dödsstraffet återinfördes och tillämpades både mot officerare som misstänktes för förräderi och mot soldater som deserterade eller bönder som vägrade låta sig rekryteras till armén. Vitgardistiska officerares familjer togs som gisslan av Röda armén. Den avsatte tsaren Nikolaj II och hans familj mördades när de hölls fängslade i Ekaterinburg i väntan på en rättegång.
Direkt efter revolutionen hade bolsjevikerna avskaffat dödsstraffet och Trotskij hade, med hänvisning till Franska revolutionen, försäkrat att de inte hade för avsikt att införa giljotinen. 1920 skrev Trotskij boken Kommunismen och terrorn där han förklarar och försvarar varför det löftet bröts:  "Avskräckandet är ett mäktigt medel i politiken, både i den internationella och i den inre. Kriget är lika mycket som revolutionen baserat på avskräckande. I regel förgör det segerrika kriget endast en obetydlig del av den besegrade armén; återstoden avskräckes och brytes till sin vilja. På samma sätt verkar revolutionen: den avlivar enstaka individer och injagar skräck hos tusenden. I denna bemärkelse skiljer sig den röda terrorn principiellt icke från väpnat uppror, vars direkta fortsättning den är. Den revolutionära klassens terror kan ”moraliskt” förkastas endast av den som principiellt (i ord!) nekar till varje våldsgärning överhuvud, följaktligen också till alla krig och alla uppror."
Uppgifterna om antal offer för den röda terrorn varierar mycket kraftigt. Den brittiske historikern Norman Lowe anger att de rimliga uppskattningarna för antal avrättade varierar mellan 50 000 och 200 000, och att 400 000 dog i fängelse eller i strider mot revolutionens motståndare.

### Den stora terrorn 1936–1938
År 1936–1938 genomfördes på Stalins order mycket stora utrensningar inom Sovjetunionens kommunistparti och statsapparat. Fängslanden och avrättningar genomfördes öppet och med ett medvetet avskräckande syfte men gavs inte benämningen "terror". Utanför offentligheten drabbades miljontals bönder, etniska minoriteter och verkliga eller påstådda revolutionsmotståndare av deportation och död. Dessa händelser har i en uppmärksammad bok av den brittiske historikern Robert Conquest kallats "Den stora terrorn".

## Spanien
Röda terrorn i Spanien (spanska: Terror Rojo en España) syftar på våldshandlingar förövade av spanska republikaner under spanska inbördeskriget (1936–1939). Den spanska röda terrorn innebar att kloster och kyrkor brändes och att cirka 6 800 präster mördades. Ärkebiskopen och historikern Antonio Montero Moreno hävdar att förföljelsen av Katolska kyrkan hade planlagts in i minsta detalj innan inbördeskriget bröt ut.